# Viloco
Viloco es una localidad Bolivia, ubicada en el municipio de Cairoma de la provincia de Loayza del departamento de La Paz. Viloco es un campamento minero.
Se encuentra muy cerca del pueblo de Araca en las inmediaciones de la Cordillera Quimsa Cruz. Es una zona montañosa de difícil acceso que es conocida por haber sido el lugar donde cayó la nave Douglas DC-6 propiedad del Lloyd Aéreo Boliviano que cubría la ruta Santa Cruz de la Sierra - La Paz el 26 de septiembre de 1969 y donde viajaban 72 pasajeros, entre ellos el equipo completo del Club The Strongest en el accidente conocido como la Tragedia de Viloco.

## Transporte
Viloco se ubica a 153 kilómetros por carretera al sureste de La Paz, sede de gobierno de Bolivia.
Desde La Paz un camino rural recorre el Río de la Paz pasando por la Zona Sur y Mecapaca hacia el sureste. Después de unos 98 km el camino deja el Río de la Paz a 1.710 m de altitud, donde el camino asciende y llega a Viloco después de otros 55 kilómetros.